# مريم سعيد
مريم سعيد (20 سبتمبر 1985 -)، مذيعة ومقدمة برامج مغربية.

## مشوارها المهني

### البدايات
بدأت مريم سعيد مسيرتها المهنية سنة 2003 بعمر السابعة عشر عاماً خلال برنامج «صحتي كل يوم» على القناة الثانية المغربية، ثم استقطبت إلى تقديم نوع مختلف من البرامج الفنية الحواريّة أبرزها «أنغام الأطلس» و«الخالدات».
وبعد نحو أربع سنوات تلقَّت مريم عرضا لتقدم برنامجًا جماهيريًا للمواهب في المغرب "ستوديو 2M“.

### عملها في إيه آر تي
رغم صغر سنها، ذاع صيتها عبر الحدود خارج المغرب لتمثل بلدها في شبكة راديو وتلفزيون العرب من خلال برنامج طربي بعنوان «زين الطرب» قدمته على قناة الطرب (إيه آر تي)،
بعدها واصلت مسيرتها وهي على مقاعد الدراسة تخرجت من المعهد العالي للصحافة والإعلام.

### انتقالها إلى مركز تلفزيون الشرق الأوسط
تقدمت بطلب التحاق إلى مركز تلفزيون الشرق الأوسط عام 2010 لتنضم إلى قسم الأخبار في نقلة نوعية وتجربة جديدة على أمل أن تحظى بفرصة أكبر في مجالها الذي تألقت فيه، فكان إصرارها على تطوير الذات دفعها إلى الاجتهاد الذي حصدت ثماره سريعا لتصبح واحدة من أبرز مذيعات إم بي سي قبولا وانتشارا في العالم العربي في تقديم نشرة الأخبار الرئيسية «التاسعة».
تخللت مسيرة مريم سعيد في مجال الإعلام تجربة الكتابة والتحرير منذ البدايات حتى أضحت رئيسة تحرير «مجلة ن» الالكترونية التي تعنى بأخبار المشاهير والموضة والفن.
شاركت بتقديم برنامج إي تي بالعربي الذي أذيع على قناة إم بي سي 1 منذ أول موسم سنة 2015 حتى توقُّفِه سنة 2017.
ثم تابعت مع نفس القناة في برنامج «تريندينغ» الذي بُدأ بعرضه منذ مطلع 2018 على إم بي سي 1 وهو مهتم بتغطية الأخبار الفنية تماما كبرنامج إي تي بالعربي.

## أنظر أيضا
- إي تي بالعربي
- إم بي سي 1
- فاطمة النوالي آزر
- فيروز الكرواني
- سميرة أزغيدر
- فاطمة الإفريقي